# Château Claeys
Le château Claeys (aussi appelé maison Claeys) est une vieille bâtisse située dans le village d'Ascq, aujourd'hui quartier de Villeneuve-d'Ascq. En 2017, le château Claeys est devenu la Maison de quartier Denis Blanchatte. 

## Historique
Une vieille demeure se trouvait là avant le château, comme l'atteste le portail daté de 1768.
Jean-Baptiste Delerue Liénart construit une maison en 1858 à l'emplacement de la bâtisse actuelle.
Dans les années 1870, on y trouve l'hôtel particulier appelé « Maison Lafage ».

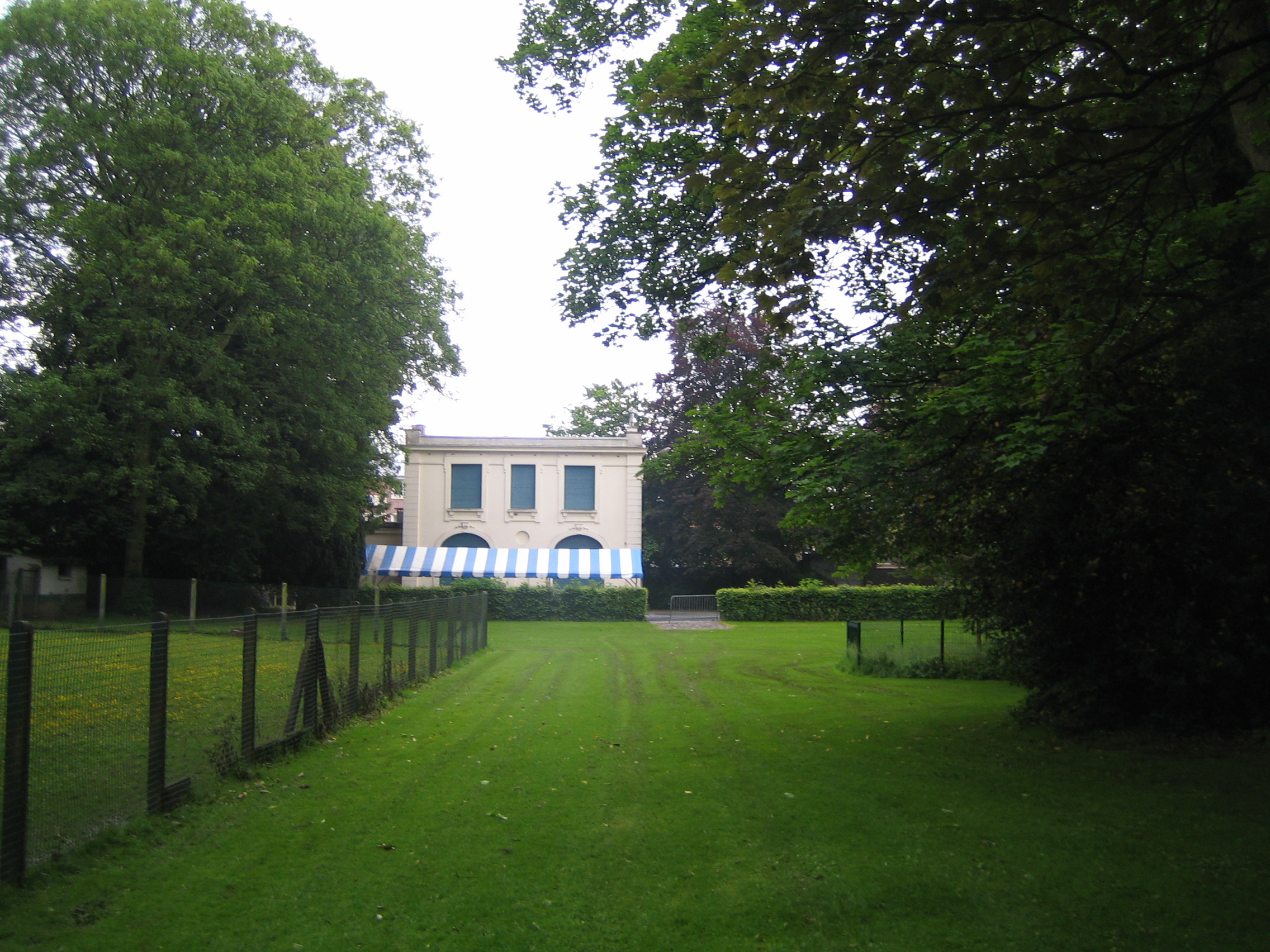
Le château Claeys vu du parc.

Le château Claeys est construit en 1925 par Louis Mollet. Il doit son nom à son propriétaire, Monsieur Charles Claeys.
Menacé par un projet de lotissements, il est acquis par la commune en 1981.

## Divers
Le château sert désormais de maison de quartier, de salle polyvalente, de centre culturel, de centre d'animations et d'école de musique pour l'Avenir Musical D’Ascq. Il abrite aujourd'hui une ménagerie au sein de son parc, notamment des chèvres, des moutons et des animaux de basse-cour.